# Жамбил (Жамбильський сільський округ)
Жамби́л (каз. Жамбыл) — село у складі Мактааральського району Туркестанської області Казахстану. Входить до складу Жамбильського сільського округу.
У радянські часи село називалось Джамбул.
Населення — 3028 осіб (2021; 2845 у 2009, 2619 у 1999, 2580 у 1989).